# Халперн, Бенджамин
Бенджамин Халперн (также Бен Халперн, англ. Benjamin Halpern, 12 апреля 1912, Бостон, Массачусетс, США — 5 мая 1990, там же) — американский историк, профессор ближневосточных исследований и иудаики Брандейского университета, а также сионистский деятель.

## Биография
Родился в 1912 году в Бостоне в семье эмигрантов из России. С юности принимал активное участие в сионистском движении.
Окончил Бостонскую латинскую среднюю школу. Получил степени бакалавра и доктора наук в Гарвардском университете, а также вторую степень бакалавра в Педагогическом колледже иврита.
Став взрослым в период Великой депрессии, он не имел возможности сразу заняться академическими исследованиями и работал генеральным секретарем движения Гехалуц (1936—1937) чтобы продвигать идею алии среди еврейской молодёжи диаспоры. Они с женой Гертрудой жили в Палестине, но в 1940 году Бенджамин вернулся в США, где работал в Американском еврейском комитете и Американском еврейском конгрессе.
С 1943 по 1949 год он занимал должность главного редактора журнала The Jewish Frontier, из которого он уволился при поступлении в отдел культуры, образования и публикаций Еврейского агентства, где работал с 1949 по 1956 годы. С 1956 по 1961 годы он работал научным сотрудником в Центре ближневосточных исследований Гарвардского университета.
В Брандейский университет он пришёл в 1962 году на кафедру ближневосточных исследований и иудаики и преподавал там до 1980 года. Также был членом исполнительного комитета Еврейского агентства с 1968 по 1972 годы.
Вышел на пенсию в 1981 году. Умер 5 мая 1990 года в Бостоне.

## Научная деятельность
На кафедре ближневосточных исследований и иудаики Брандейского университета в должности профессора современной еврейской истории Халперн воспитал группу талантливых аспирантов. Научная деятельность Халперна была тесно связана с его еврейской и сионистской деятельностью. Его многочисленные публикации, многие из которых были опубликованы в журналах «Jewish Frontier» и «Midstream», посвящены главным образом проблемам сионизма, израильского общества и роли евреев в обществе США. Он был пионером в изучении Израиля и сионизма в США. Премьер-министр Израиля Давид Бен-Гурион на встрече со студентами Брандейского университета, делегацию которых сопровождал учёный, прервал представление участников встречи словами «Это действительно вы, Бен Халперн?» Авторитет Халперна как учёного признавал на страницах «Нью-Йорк таймс» известный исследователь еврейской истории Сало Барон.
Он был автором нескольких книг, в том числе «Американский еврей, сионистский анализ», «Идея еврейского государства», «Евреи и негры» и «Битва героев: Брандейс, Вейцман и американский сионизм», а также большого числа научных статей.
Самой значимой из его работ является книга «Идея еврейского государства», выпущенная в 1969 году, в которой прослеживается развитие сионизма как идеологии и как движения.
С 1994 года «Ассоциация израильских исследований» регулярно присуждает премию Бена Халперна за лучшую докторскую диссертацию по израильским исследованиям. В частности, в 2022 году премию Халперна получила Кэролайн Каленберг (Гарвардский университет) за работу «Как местные жители стали поселенцами: евреи-мизрахи и физический капитал в Палестине, 1908—1948».

## Семья
- Жена Гертруда Гамнер
- Два сына, Элькан из Ньютона и Джозеф из Бруклина
- Брат Самуэль в Израиле.